# Grijsbuikkitta
De grijsbuikkitta (Urocissa whiteheadi) is een zangvogel uit de familie Corvidae (kraaien). Het is een bedreigde, vogelsoort in China en Indochina. De vogel werd in 1899 door  William Robert Ogilvie-Grant geldig beschreven en genoemd naar de Engelse ornitholoog John Whitehead.

## Kenmerken
De vogel is 43 tot 44 cm lang. Het is een gedrongen soort ekster met een relatief lange, trapvormige staart. Deze ekster is dof donkergrijsbruin van boven en heeft donkere vleugels met twee witte vleugelstrepen en een brede witte rand. De staart is donkergrijs tot zwart met witte randen. De borst is donkergrijs en het verenkleed wordt daar naar de buik toe geleidelijk lichter grijs. Deze ekster heeft een forse gele snavel en zwarte poten.

## Verspreiding en leefgebied
Deze soort komt voor in Zuidoost-Azië en telt twee ondersoorten:
- U. w. whiteheadi: Hainan (nabij zuidoostelijk China).
- U. w. xanthomelana: van zuidelijk China tot Midden-Indochina.

De vogel komt voor in natuurlijk bos.

## Status
De grootte van de populatie van de ondersoort whiteheadi werd in 2016 door BirdLife International geschat op 1000 tot 2500 individuen en de populatie-aantallen nemen af door habitatverlies. Het leefgebied wordt aangetast door ontbossing, waarbij natuurlijk bos wordt omgezet in gebied voor agrarisch gebruik en menselijke bewoning. Daarnaast is de jacht op grote zangvogels nog heel gebruikelijk in het gebied. Om deze redenen staat deze (onder)soort als bedreigd op de Rode Lijst van de IUCN.